# Trichopsetta caribbaea
Trichopsetta caribbaea är en fiskart som beskrevs av Anderson och Gutherz, 1967. Trichopsetta caribbaea ingår i släktet Trichopsetta och familjen tungevarsfiskar. Inga underarter finns listade i Catalogue of Life.